# Maï Damoussa
Maï Damoussa (auch: Maïdamoussa, Maïda Moussa, May Damoussa) ist ein Stadtteil von Magaria in Niger.

## Geographie
Der Stadtteil liegt im Norden des urbanen Gemeindegebiets von Magaria im gleichnamigen Departement Magaria, das zur Region Zinder gehört. Er besteht aus zwei Stadtvierteln (französisch quartiers): der Hausa-Siedlung Maï Damoussa Haoussa und der Fulbe-Siedlung Maï Damoussa Peulh.
Maï Damoussa ist Teil der Übergangszone zwischen Sahel und Sudan. Die durchschnittliche jährliche Niederschlagsmenge beträgt hier zwischen 400 und 500 mm.

## Geschichte
Maï Damoussa wurde im Jahr 1906 zum Sitz einer Fulbe-Gruppierung, des Groupement Peulh de Maï Damoussa. Am 13. Juli 2006 wurde Moussa Mamani zum Anführer des Groupement Peulh de Maï Damoussa ernannt.
Bei der landesweiten Cholera-Epidemie von 2021 wurden in der Region Zinder die meisten Fälle im Gesundheitsdistrikt von Maï Damoussa registriert.

## Bevölkerung
Bei der Volkszählung 2012 hatte Maï Damoussa 1775 Einwohner, die in 260 Haushalten lebten. Bei der Volkszählung 2001 betrug die Einwohnerzahl 2791 in 447 Haushalten und bei der Volkszählung 1988 belief sich die Einwohnerzahl auf 2386 in 379 Haushalten.

## Wirtschaft und Infrastruktur
Mit einem Centre de Santé Intégré (CSI) ist ein Gesundheitszentrum im Stadtteil vorhanden. Es gibt eine Schule. Die 980,9 Kilometer lange Nationalstraße 11 zwischen Algerien und Nigeria verläuft durch Maï Damoussa.